# فهد عوض
فهد عوض (عربی: فهد عوض؛ زاده ۲۶ فوریهٔ ۱۹۹۲) یک بازیکن فوتبال اهل کویت است.
وی همچنین در تیم ملی فوتبال کویت بازی کرده‌است.